# Брунов (Германия)
Брунов (нем. Brunow) — община в Германии, в земле Мекленбург-Передняя Померания.
Входит в состав района Людвигслуст. Подчиняется управлению Грабов. Население составляет 351 человек (на 31 декабря 2010 года). Занимает площадь 21,09 км².
Коммуна подразделяется на 4 сельских округа.